# Parterre (teatro)
Parterre (do francês par e terre, tradução literal "na terra") é um termo usado em teatro para designar o andar térreo. Originalmente, o termo era usado no século XVI para se referir a jardins ornamentais, mas em meados do século XVII, começou a ser usado para designar o andar térreo de teatros assim como os espectadores que ocupavam esse espaço. Essa plateia era geralmente de homens classe inferior aos que ficavam nas bancadas mais elevadas.